# 山神神社 (東郷町)
山神神社は、愛知県愛知郡東郷町大字春木字白土1番地に鎮座する神社である。宮司は富士浅間神社の宮司が兼任しており、普段は氏子が神社を管理している。氏子地区は東郷町白土地区、名古屋市緑区神の倉である。

## 歴史
寛政11年4月、傍示本村白土元山に勧請し奉斎。棟札には「元山を『山ノ神』と尊称し、此の地の下の磨砂を採ることを禁ず」とある。
当時の氏子は8戸であり、祭礼当日には村中山へ入ることを休んで神前に集い、和楽の1日を過ごしていた。これを「山の子遊び」と言っていた。
後に、祭礼当日には平針街道を通行する人々に茶菓子、寿司および赤飯の握りなどを振る舞うことが慣わしとなった。
なお、昭和30年頃の祭礼日は10月19日とされていた。

## 祭神
- 大山咋神

## 祭事
- 例大祭の日には、東郷町内の他の神社と同様に氏子地区を獅子舞が回り、厄年らにより餅投げが行われる。
- 元日未明から、東郷町内の他の神社と同様に厄年らにより焚き火が行われ、酒が振る舞われる。

## 境内社
- 津島神社
- 秋葉神社
- 白土神社ー地元出身の英霊を祀る